# 一〇式艦上戰鬥機
一〇式艦上戰鬥機（日语：一〇式艦上戦闘機）是由日本三菱重工生產、英國工程師賀伯特·史密斯（Herbert Smith）協助設計的舰载戰鬥機，1923-1930年间于大日本帝國海軍服役（1921年首飞）。该机外型上是由木材打造的雙翼機，在宮崎駿動畫作品的風起有降落在鳳翔號航空母艦上的片段畫面。

## 概要
最初在日本打造出史上首艘航空母艦「鳳翔號」時，日本海軍方面後續提出希望可讓國內有自行生產飛機能力的想法，便向英國的索普威思航空公司發出協助。隨後索普威思公司則派出賀伯特·史密斯、傑克·哈廉德（Jack Hyland）及其他六名工程師前來日本與三菱重工合作。
最後作出的飛機因在大正10年（1921年）完成，而命名為「一〇式」，機號則為「1MF」。

## 使用紀錄
一〇式戰機在1923年起正式服役，並用於替代原先英國製的Gloster Sparrowhawk戰鬥機。而一〇式也是日本飛行史上首架在航空母艦鳳翔號上起飛的飛機（於1923年2月28日）。之後在1927、1928年期間，一〇式也分別在赤城號、加賀號等空母服役，直到1930年中島飛機開發出三式艦上戰鬥機後、一〇式戰機才開始退役。

## 相關機型

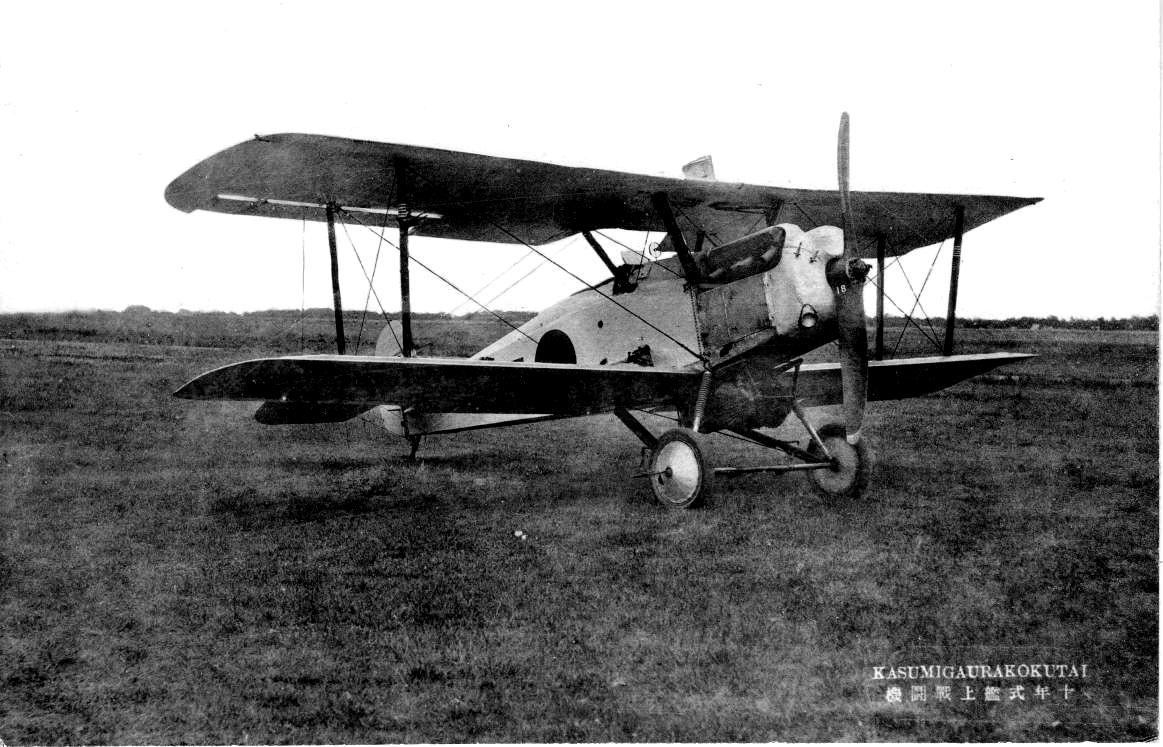
一架霞浦航空基地所屬的一〇式戰機

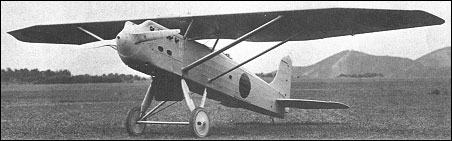
隼型試作戰鬥機1MF2

1MF1
此戰機系列的原型機，在機身前端裝有小型散熱器。
1MF1A
加寬機翼的實驗機。
1MF2
改造成上層機翼的實驗機，另稱為「隼型試作戰鬥機」。
在1928年駕駛1MF2的飛行員中尾純利在試飛途中發生狀況、之後成為日本史上第一個用降落傘逃生成功的人。
1MF3
替換機身前端散熱器的版本。
1MF3A
在加賀號航空母艦服役用的型號。
1MF4
修正駕駛艙位置的機種。
1MF5
僅小部分更動的機種。
1MF5A
可浮於水面的訓練機。
※日本海軍將1MF1 ～1MF2等歸為「一型」，1MF3～1MF5A等歸為「二型」。

## 規格

### 架構
- 全長：6.9（23英尺）
- 飛行翼寬度：8.5（28英尺）
- 機高：3.132（10.28英尺）
- 空機重量：940（2,070英磅）
- 引擎：300馬力三菱Hi V-8型冷液型引擎1具

### 效能
- 最快速度：每小時213（132英里）
- 飛行時間：2小時半
- 飛行高度：7,000（23,000英尺）
- 爬升3,000（9,800英尺）高度約10分鐘

### 武裝
- 7.7mm口徑機關槍2架